# Courmayeur
Courmayeur (AFI: /kurmaˈjɛr/; pronuncia francese [kuʁmajœːʁ]; Kromëi̯ö́ in arpitano valdostano; Cormaiore dal 1939 al 1946) è un comune italiano di 2 534 abitanti dell'alta Valdigne, in Valle d'Aosta: rinomata località turistica invernale ed estiva delle Alpi, sul suo territorio comunale si trova la montagna più alta d'Italia e dell'Europa centrale, il Monte Bianco, diviso con i comuni francesi limitrofi di Saint-Gervais-les-Bains e Chamonix-Mont-Blanc. 

## Geografia fisica

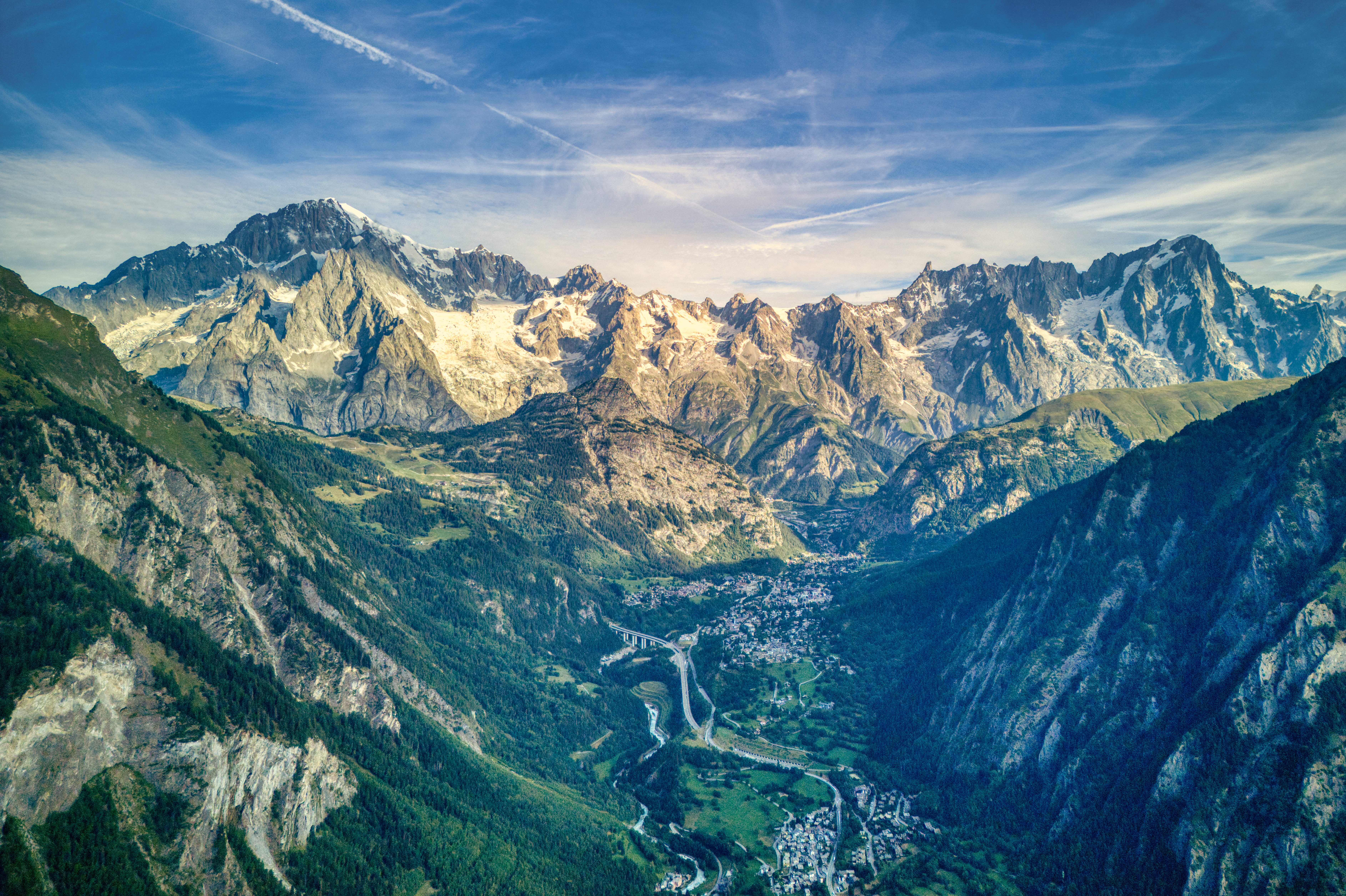
Vista del Monte Bianco e di Courmayeur.

(Giosuè Carducci, Odi barbare, Courmayeur, 1889)
(Roger Frison-Roche, Premier de cordée)

### Territorio
Posto ai piedi del Monte Bianco è l'ultimo comune che si incontra prima di arrivare in Francia tramite il Traforo del Monte Bianco (che lo unisce a Chamonix); è attraversato dalla Dora Baltea, fiume che nasce dalla confluenza di due torrenti, ciascuno dei quali attraversa una delle due valli che è possibile raggiungere da Courmayeur: la Val Ferret e la Val Veny. Si trova circa 27 chilometri a nord-ovest di Aosta.

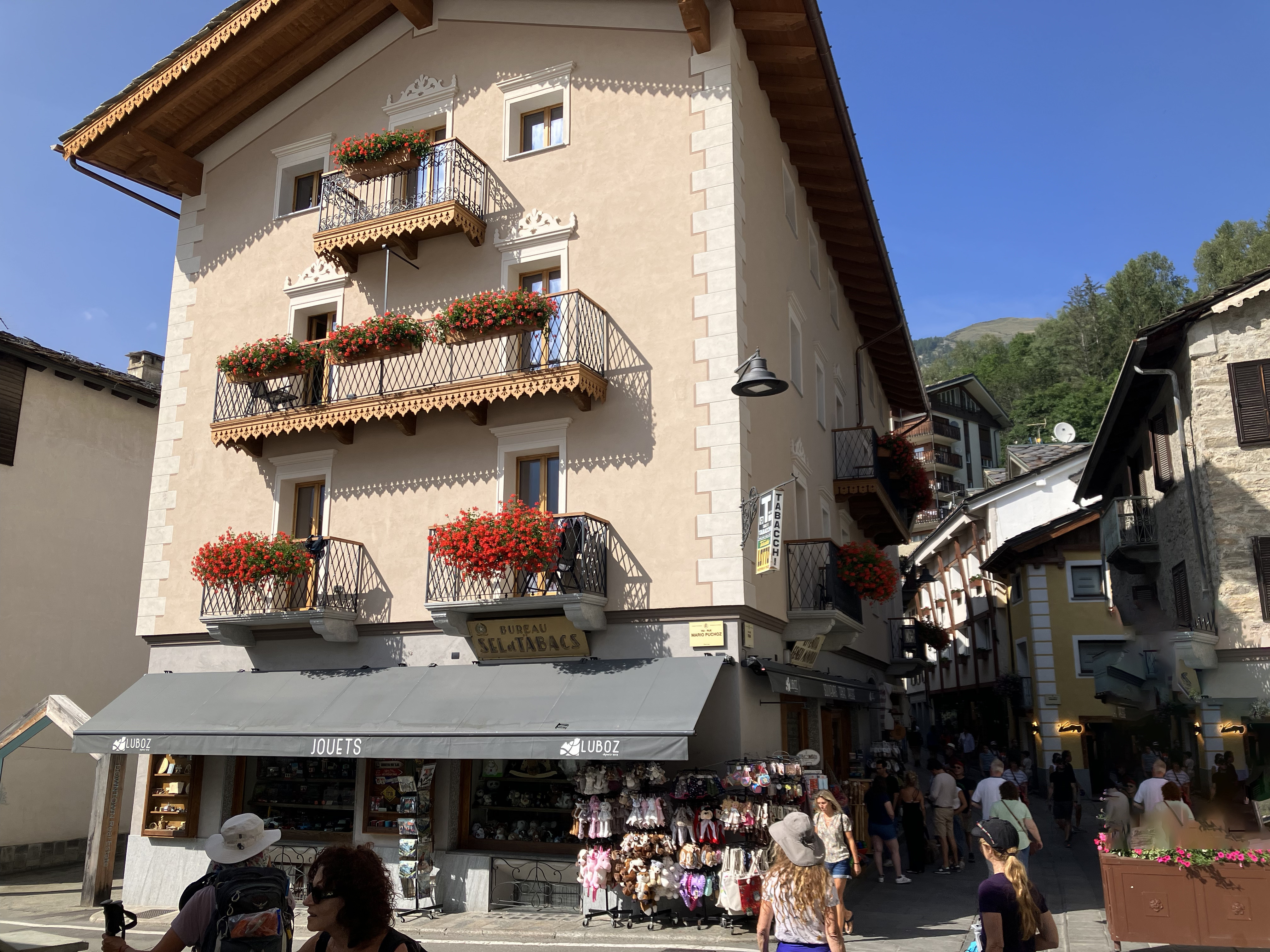
Incrocio tra via Roma e via Mario Puchoz.

È il comune più occidentale (6°48′03″) della regione Valle d'Aosta, e il secondo per estensione. È inoltre l'unico comune d'Italia a confinare sia con la Francia sia con la Svizzera, sebbene non siano presenti vie di transito che conducono direttamente in territorio elvetico. Assieme a Curon Venosta, Malles Venosta e Tarvisio è uno dei quattro comuni italiani a confinare con due Stati esteri.
La frana del Mont de La Saxe, sopra la frazione omonima e visibile anche dalle frazioni di Entrèves e La Palud, è ritenuta una delle frane più interessanti d'Italia (8,4 milioni di metri quadrati) ed è sotto osservazione da parte di geologi di tutto il mondo, soprattutto dopo la recente accelerazione del suo movimento.
- Classificazione sismica: zona 3 (sismicità bassa)[13]

### Clima
Il clima è prevalentemente alpino, con estati brevi e fresche
e inverni rigidi e nevosi.

## Origini del nome
Courmayeur è citato come Curia majori tra il 1233 e il 1381. Nel XVII secolo, Magini e Sanson lo chiamano Corte Maggiore (1620) e Cormoyeu (1648) rispettivamente. Si attesta in seguito Cormaior (Borgonio, 1680), Cormaior (Vissher, 1695), Cormaggior (L'Isle, 1707), Cormaior (Stagnoni, 1772) e  Cormaieur (Martinel, 1799). La grafia attuale è fissata a partire dal 1860, secondo la celebre opera La Vallée d'Aoste di Édouard Aubert, come conferma l'abbé Henry (Histoire populaire de la Vallée d'Aoste, 1929) e l'abbé Gorret (Guide de la Vallée d'Aoste, 1877).
Le carte di Ortelius (1579) e di Parergon (1590) citano Courmayeur come Auri Fodinæ, cioè « miniere aurifere », per l'oro diffuso all'epoca in val Ferret. Jean-Dominique-Marie Mollo, medico giurato del ducato di Aosta, vede nel toponimo Courmayeur la voce latina Curia Mayor basandosi sulla latinizzazione medievale Curia majori, in virtù dell'esistenza di una corte di giustizia ivi presente sin dall'epoca romana. L'abbé Henry (Histoire populaire de la Vallée d'Aoste, 1929) indica l'ipotesi secondo cui Courmayeur deriverebbe dal latino Culmen majus, « grande cima », per la sua vicinanza al Monte Bianco. Indica inoltre che la forma Curia majori potrebbe derivare da una trascrizione medievale errata di Curtis mayor, ovvero fattoria maggiore.
Jules Brocherel riprende questa ipotesi, come latinizzazione errata di Cortem Majorem. In Essai de toponymie de la Suisse romande, Henri Jaccard cita una località del comune di Vollèges chiamata Cormayeux, che significa « grande fattoria ». Amilcar Bertolin affirma che la forma in patois valdostano Corméyaou indicherebbe una radice preromana * korm, assai diffusa nelle Alpi. A seguito dell'italianizzazione dei toponimi dei comuni in Piemonte e in Valle d'Aosta, in epoca fascista, il paese prende il nome di Cormaiore dal 1939 fino al 1946, mentre il toponimo Courmayeur è ristabilito nel 1946 con l'avvento della Repubblica Italiana. Un decreto firmato dal presidente della giunta regionale Augusto Rollandin il 31 dicembre 2013 ha previsto l'organizzazione di un referendum il 1º giugno 2014 per modificare l'articolo 1, comma 1 della legge regionale del 9 dicembre 1976, numero 61 (Dénomination officielle des communes de la Vallée d'Aoste et protection de la toponymie locale) per cambiare il nome del comune in «Courmayeur-Mont-Blanc», denominazione che però non è stata modificata a causa del quorum non raggiunto in tale referendum.

## Storia

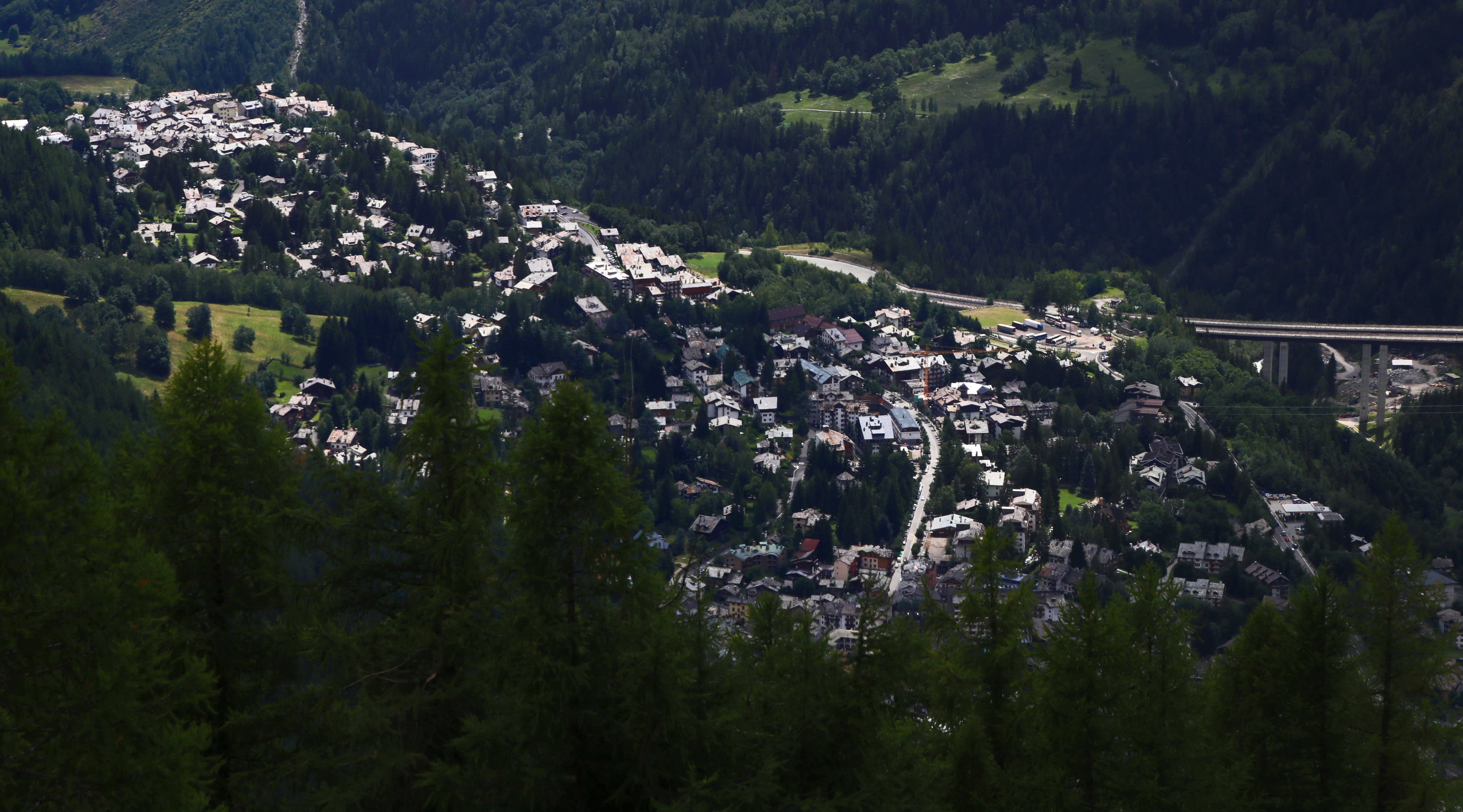
Vista del capoluogo.

La popolarità di Courmayeur fu legata inizialmente al turismo termale nel XVII secolo, grazie alle quattro fonti di acqua solforosa. Verso la seconda metà del XVIII secolo ebbero inizio l'esplorazione e lo studio delle montagne del massiccio del Monte Bianco alla ricerca di una via per raggiungere la vetta del Monte Bianco. Dopo alcuni tentativi di ricognizione effettuati dall'alpinista e naturalista ginevrino Horace-Bénédict de Saussure insieme alla guida Jean-Laurent Jordaney, originario di Pré-Saint-Didier, la prima ascensione fu compiuta nel 1786 dal versante francese accompagnato dalle guide Michel Paccard e Jacques Balmat di Chamonix.
Courmayeur, insieme a Chamonix e Zermatt divenne in seguito una delle capitali dell'alpinismo mondiale e fu sede della prima compagnia di guide alpine d'Italia, la Società Guide Alpine di Courmayeur (in francese, Société des guides de Courmayeur) nel 1850 (formalizzata però nel 1868).
Durante il XIX secolo, i reali vi soggiornavano regolarmente. A partire dal XX secolo, in seguito alla costruzione di impianti sciistici, è diventato una delle più importanti stazioni sciistiche dell'arco alpino.
Il 23 febbraio 2013 il Consiglio comunale ha deliberato all'unanimità il cambio di denominazione del comune in Courmayeur-Mont-Blanc. La decisione sarebbe dovuta essere ratificata tramite un referendum popolare, indetto dal Consiglio regionale per il 1º giugno 2014, che però non ha raggiunto il quorum, pertanto la denominazione è rimasta inalterata.

### Simboli
Lo stemma comunale è stato riconosciuto con decreto del capo del governo del 10 agosto 1928 e riprende il blasone attribuito ai nobili De Curia Maiore, ramo dell'antica dinastia locale dei signori di Aymavilles (De Amavilla).
Il gonfalone, concesso con decreto del presidente della Repubblica del 27 dicembre 1991, è un drappo partito di bianco e di giallo.

## Monumenti e luoghi d'interesse

### Architetture religiose
- Chiesa Parrocchiale di San Pantaleone. La piazza antistante è dedicata a Joseph-Marie Henry, illustre concittadino. All'abbé Henry sono dedicati anche una statua e un giardino botanico in località Plan-Gorret.
- All'inizio della val Veny sorge il santuario di Notre-Dame de Guérison, uno dei più famosi della Valle d'Aosta.
- Una delle vette intorno a Courmayeur è il Monte Chétif, molto frequentato per il trekking e caratterizzato da una statua della Vergine Maria sulla cima, visibile dalla vallata, posta da Giovanni Paolo II.

### Architetture militari
Il Castello di Courmayeur è in rovina ma restano altri interessanti edifici di epoca medievale:
- La casaforte Passerin d'Entrèves.
- La torre Malluquin, in piazza Joseph Petigax.
- La casaforte Piquart de la Tour, oggi trasformata in un hotel.

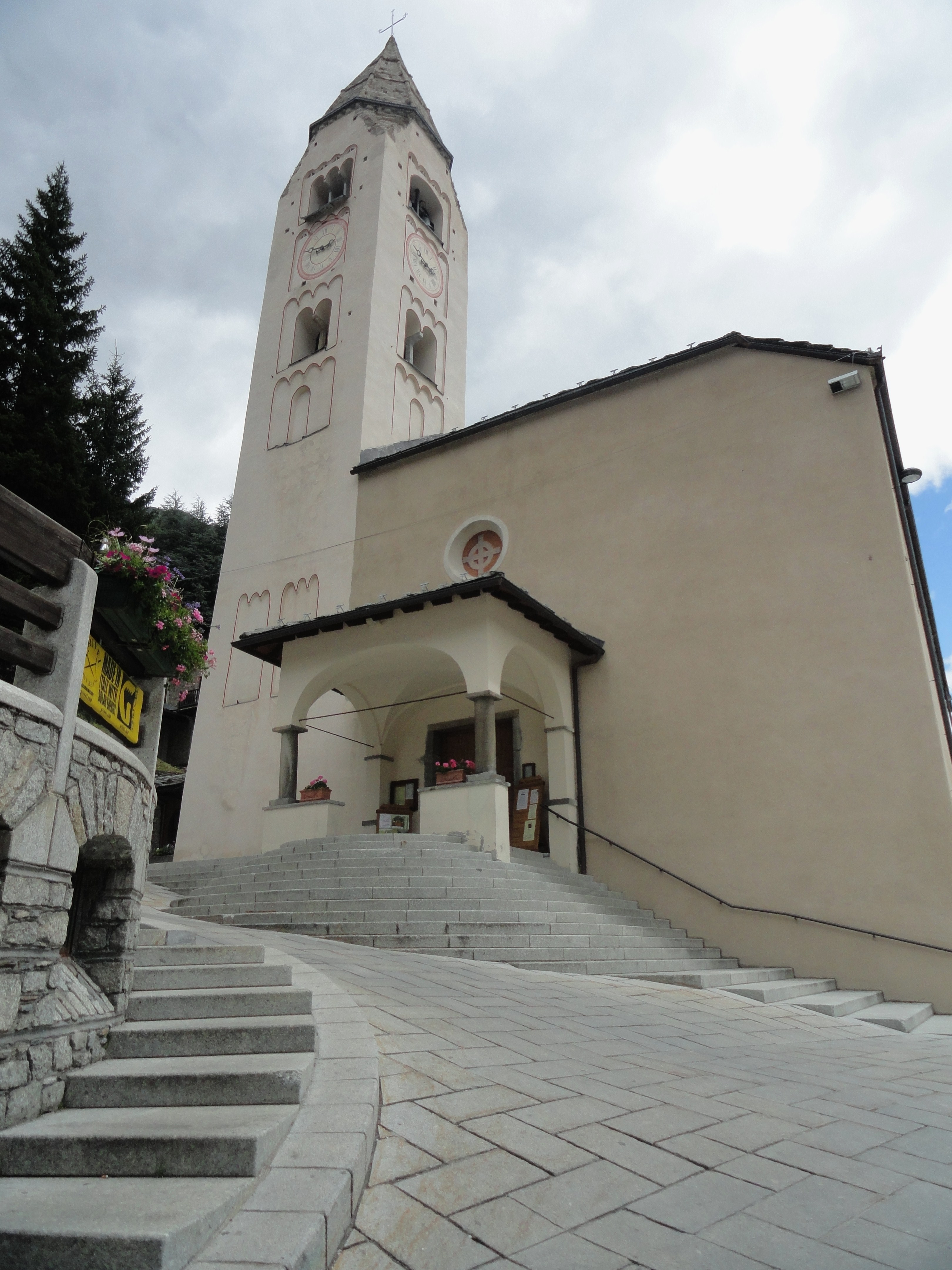
La chiesa di San Pantaleone, sulla piazza abbé Joseph-Marie Henry
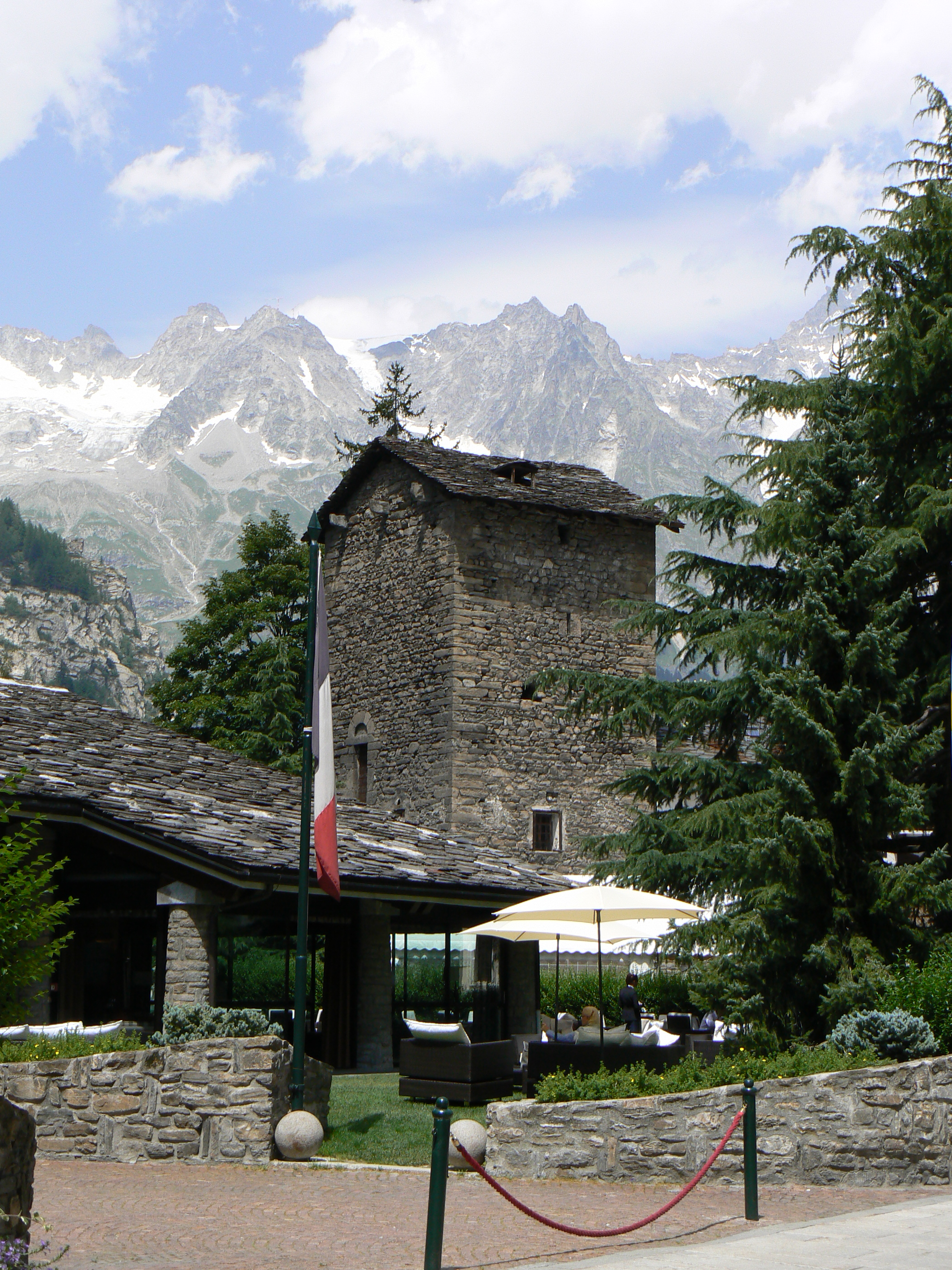
La Torre Malluquin
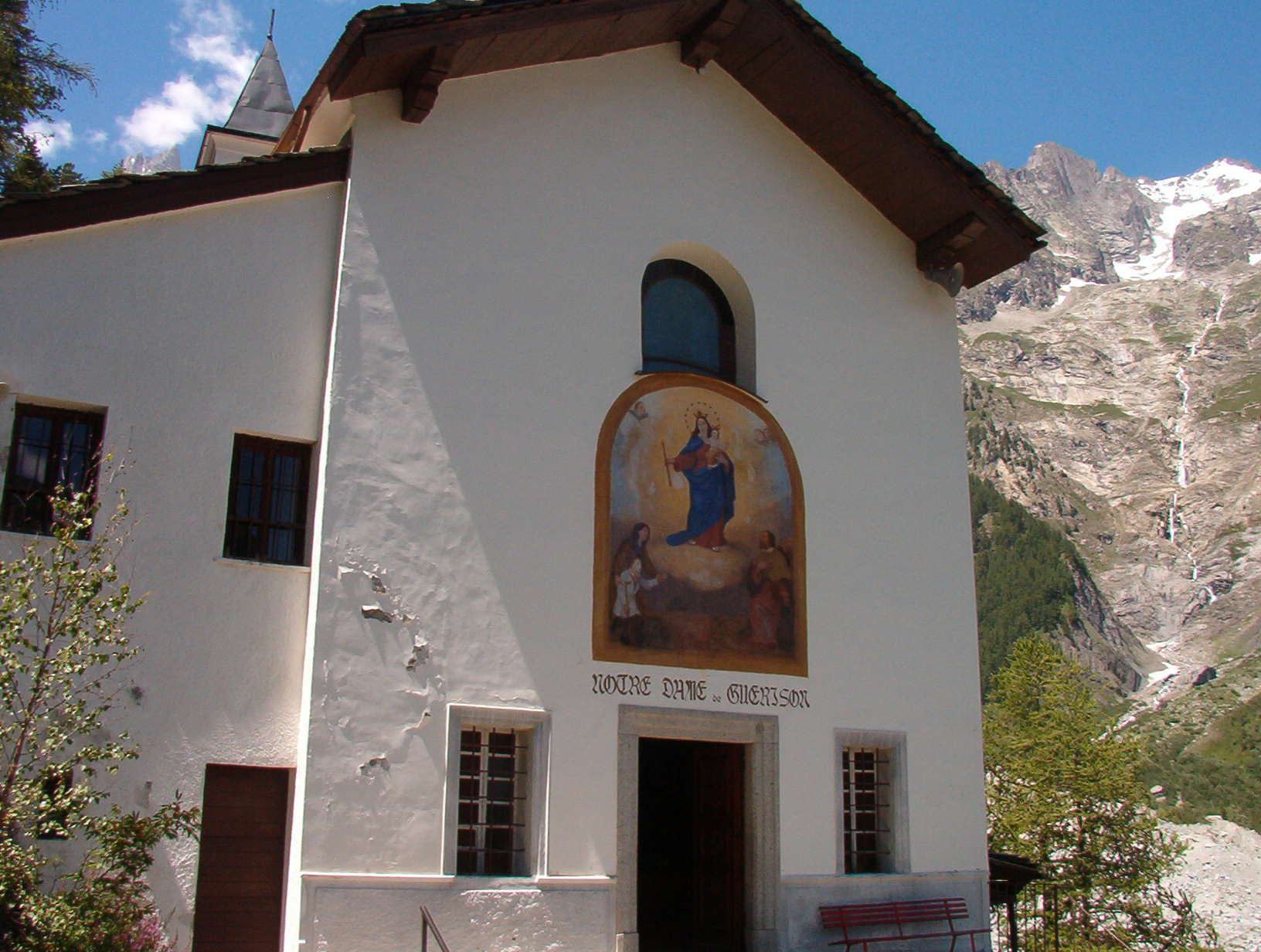
Facciata del santuario di Notre-Dame de Guérison
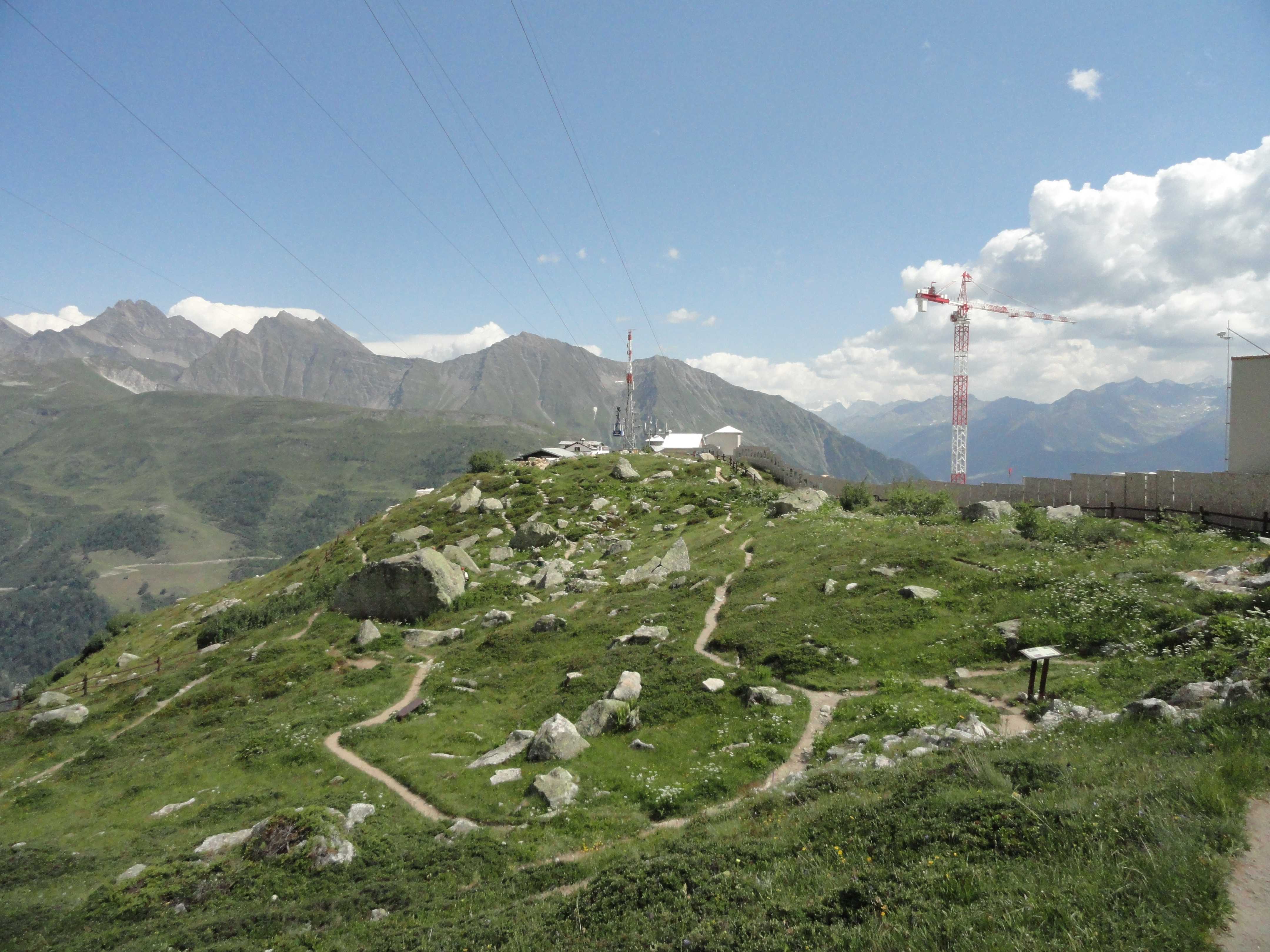
Veduta del Giardino alpino Saussurea
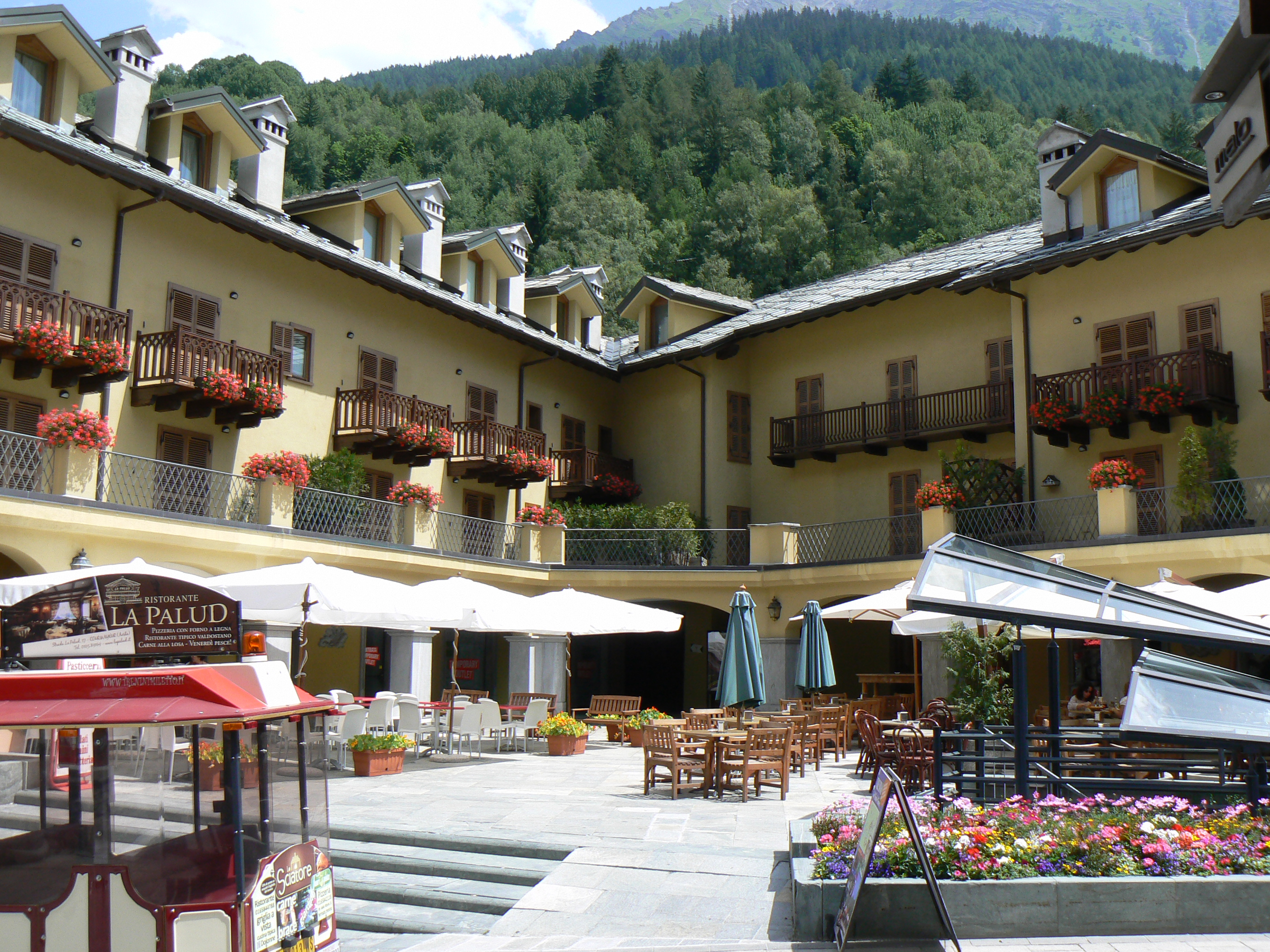
La piazza su cui un tempo affacciava la casaforte dei Piquart de la Tour

- La scomparsa casaforte Pucey, nella località omonima, è citata dal de Tillier.

### Architetture civili

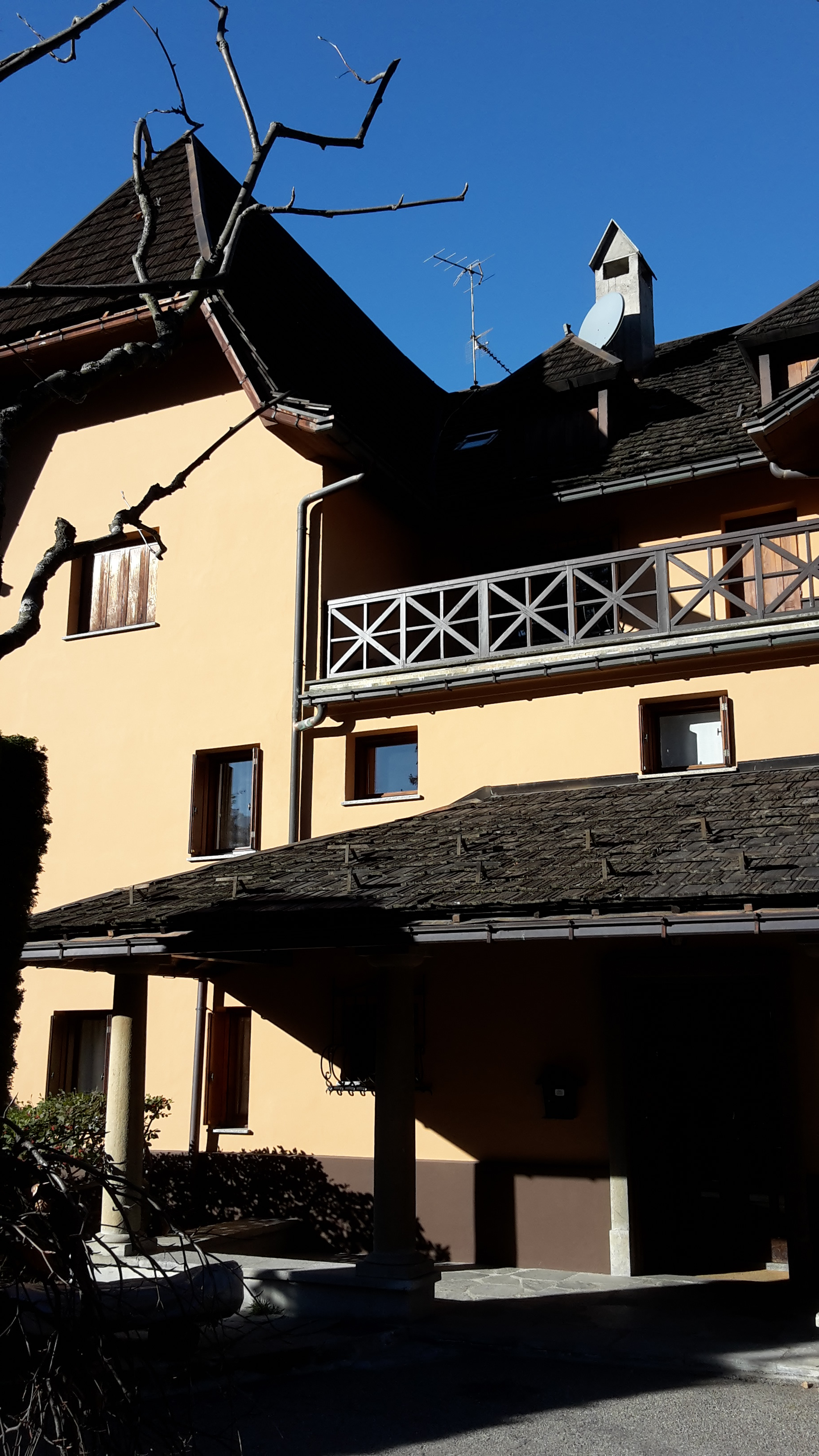
Villa Marone Cinzano

- A Courmayeur vi sono alcune ville d'interesse storico[25] protette dalla regione Valle d'Aosta come:
  - Villa La Freidolina (1916), in via Luigino Henry 1.
  - Villa Bagnara (1935), a cui si può accedere sia da via XVI luglio 3, che da viale Monte Bianco 60. La villa fu fatta costruire da Ermilio Bagnara noto imprenditore genovese e divenne particolarmente nota per aver ospitato il 16 luglio del 1965 Giuseppe Saragat e Charles De Gaulle in occasione dell'apertura del Traforo del Monte Bianco.[26]
  - Villa Marone Cinzano (1925), in via Le Volpi 1, conosciuta per aver ospitato Umberto II e Maria José del Belgio durante il loro viaggio di nozze.
  - Villa Tondani (1930), in via Donzelli 2, località Pussey, un grande edificio ispirato ad uno stile medioevale. La villa è arricchita anche da altri elementi architettonici che si trovano nel vasto parco, oltre a una cappella ed un campanile.[27]
- In località Dolonne restano tracce della casa dei Favre, un'antica famiglia nobile del Vallese. La casa ha subito notevoli trasformazioni, ma spicca l'architrave in cui è incisa la data 1610 e varie incisioni. Si possono ammirare a sinistra lo stemma sabaudo, a destra lo stemma dei Favre, inoltre appaiono la croce di Malta, il giglio di Francia, il monogramma di Cristo e varie altre figure.[28]* Sempre in località Dolonne si trova la casa Derriard appartenuta all'omonima famiglia nobile valdostana.[24] Si tratta di un antico casato il cui blasone appare nella Salle des écussons della Tour de Ville a Gressan.[29]
- L'antico stabilimento che ospitava i Bagni de La Saxe.[30]

### Altro
- Giardino botanico alpino Saussurea.
- Parco dell'Abbé Henry, in località Plan-Gorret.
- Il Talweg della Val Ferret è un sito di interesse comunitario (cod. IT1204032, 120 ha).
- Gli ambienti glaciali del Monte Bianco sono un sito di interesse comunitario (cod. IT1204010, 12557 ha).

## Società

### Evoluzione demografica
Abitanti censiti

### Etnie e minoranze straniere
Secondo i dati ISTAT al 31 dicembre 2009 la popolazione straniera residente era di 132 persone. Le nazionalità maggiormente rappresentate in base alla loro percentuale sul totale della popolazione residente erano:
- Romania 32 (1,09%)

### Istituzioni, enti e associazioni
Presso il Comune di Courmayeur hanno sede le seguenti fondazioni:
- Fondazione Montagna Sicura, con sede in Località Villard de la Palud. La Fondazione ha condotto numerose ricerche - finanziate a livello nazionale e comunitario - relativamente alla sicurezza in montagna, ai cambiamenti climatici, alla glaciologia e alla nivologia[32].
- Fondazione Courmayeur Mont Blanc, che si propone come obiettivi di studiare, approfondire e condurre ricerche relativamente a tematiche di diritto ed economia. La Fondazione organizza ogni anno eventi e conferenze e cura l'edizione di volumi incentrati sull'architettura alpina[33].

## Cultura

### Biblioteche
In viale Monte Bianco 40 ha sede la biblioteca comunale.

### Musei

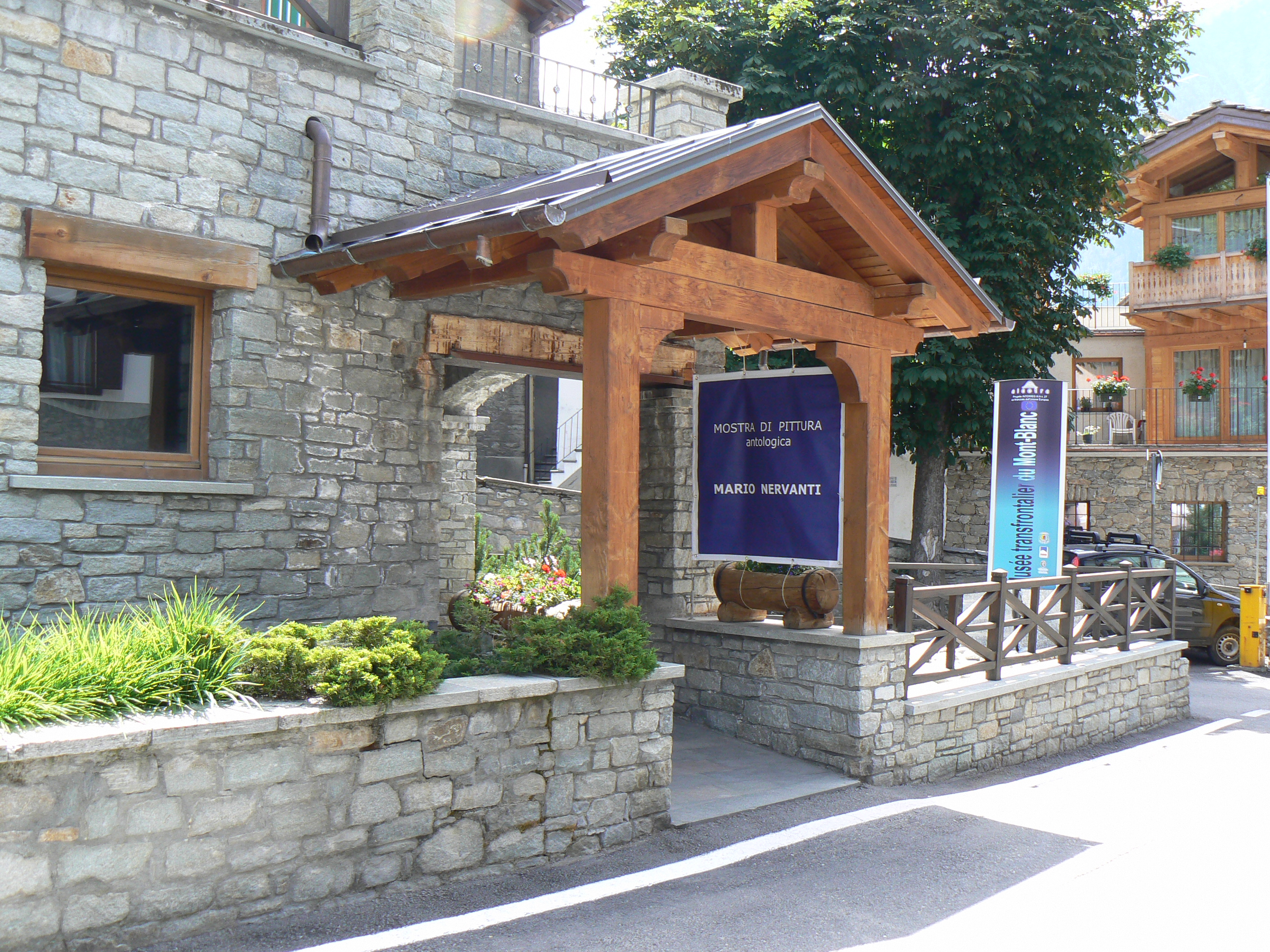
Ingresso del Museo Transfrontaliero del Monte Bianco.

- Museo delle guide "Duca degli Abruzzi", in piazza abbé Joseph-Marie Henry.
- Museo transfrontaliero del Monte Bianco (in lingua francese, Musée transfrontalier du Mont-Blanc)
- Mostra dei cristalli: a Punta Helbronner (3.462 m s.l.m.), momentaneamente presso il Centro Visitatori del Pavillon, è allestita la mostra permanente di 150 minerali provenienti dal Massiccio del Monte Bianco

### Eventi
- Festival Celtica, nel bosco del Peuterey, in val Vény.

### Tradizioni e folclore
Come in tutti i comuni della Valdigne, a Courmayeur si celebra la Badoche, animata dal gruppo folkloristico Les Badochys
A Courmayeur ha sede la Banda musicale di Courmayeur - La Salle.

### Cinema e televisione
Courmayeur compare nei film:
- Quelli della montagna
- Fantozzi
- L'anno che verrà (programma televisivo) (2011-2014)

Inoltre il paese ha ospitato parte delle riprese del film Diabolik. La cittadina è anche apparsa in un paio di puntate del programma televisivo Linea bianca.

### Musica
Courmayeur viene citata o compare nelle seguenti canzoni:
- Settimana bianca di Il Pagante (2018).
- Courmayeur di Dj Matrix (2019).
- Free Love dei Negramaro (2024).[37]

## Geografia antropica

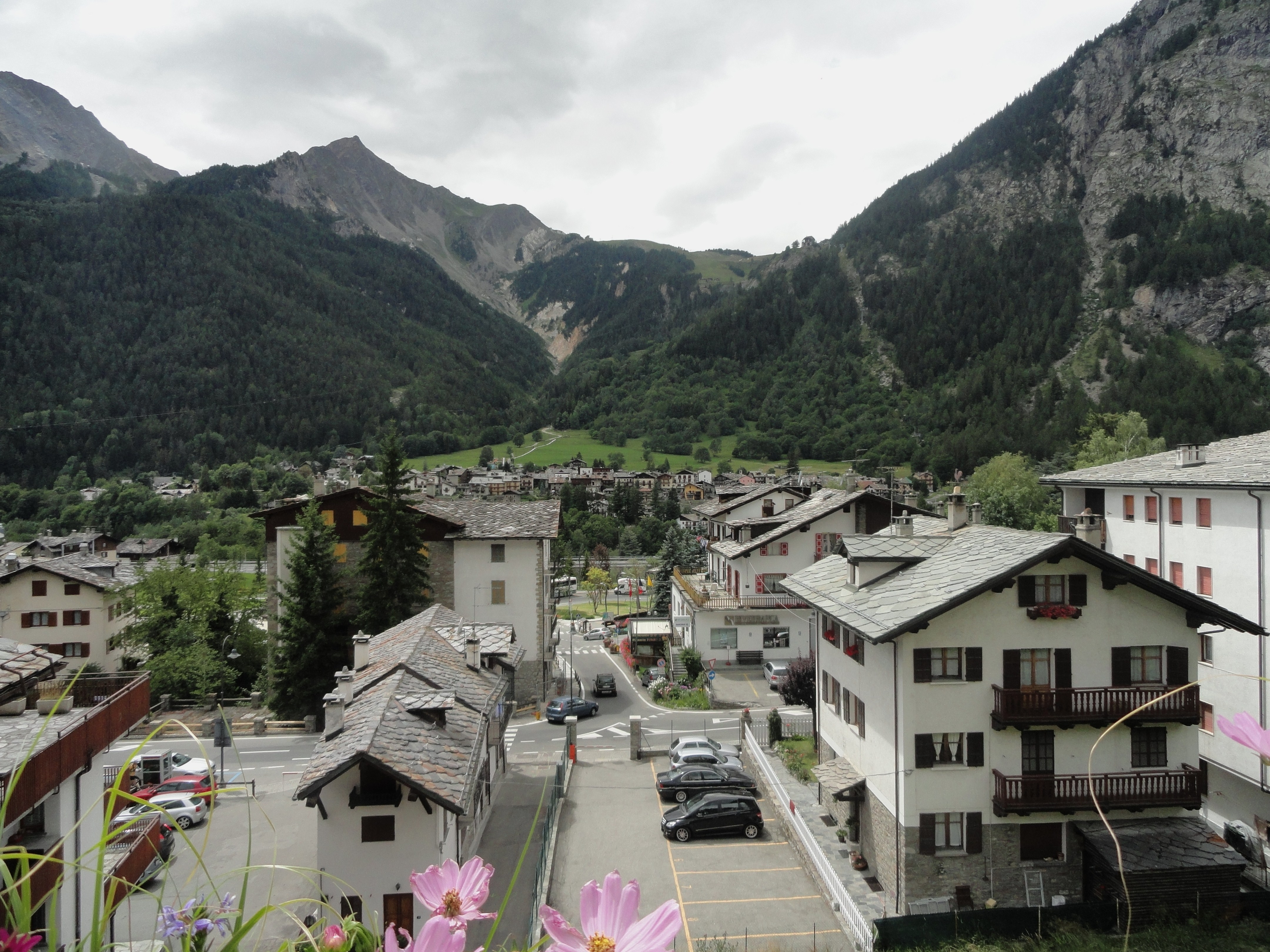
Vista dalla piazza abbé Joseph-Marie Henry: sullo sfondo il villaggio di Dolonne.

- Dolonne ospita molti complessi residenziali e hotel, affiancati da alcuni centri sportivi. È collegata a Courmayeur da due ponti sulla Dora Baltea.
- Entrèves, sito a un'altitudine di circa 1300 m alle pendici del Monte Bianco alla confluenza delle due valli che si diramano da Courmayeur (la val Veny e la Val Ferret).
- La Palud è collocata all'imbocco della Val Ferret.
- Le restanti frazioni sono:Villair Dessous, Villair Dessus, Larzey, Entrelevie, La Villette, La Saxe, Pussey.

## Economia

### Le miniere
A testimonianza del passato di sfruttamento delle risorse minerarie nel massiccio del Monte Bianco si trovano ancora due antiche miniere di galena argentifera e di blenda, abbandonate ormai da tempo. Una era conosciuta già nell'antichità con il nome di Trou des Romains e pare realmente che il suo sfruttamento sia incominciato in epoca romana; l'altra, la miniera del Miage è stata abbandonata nell'Ottocento, ed è posizionata a 3500 m s.l.m., con l'ingresso direttamente dalla parete rocciosa, alle falde della Tête Carrée.

### Turismo

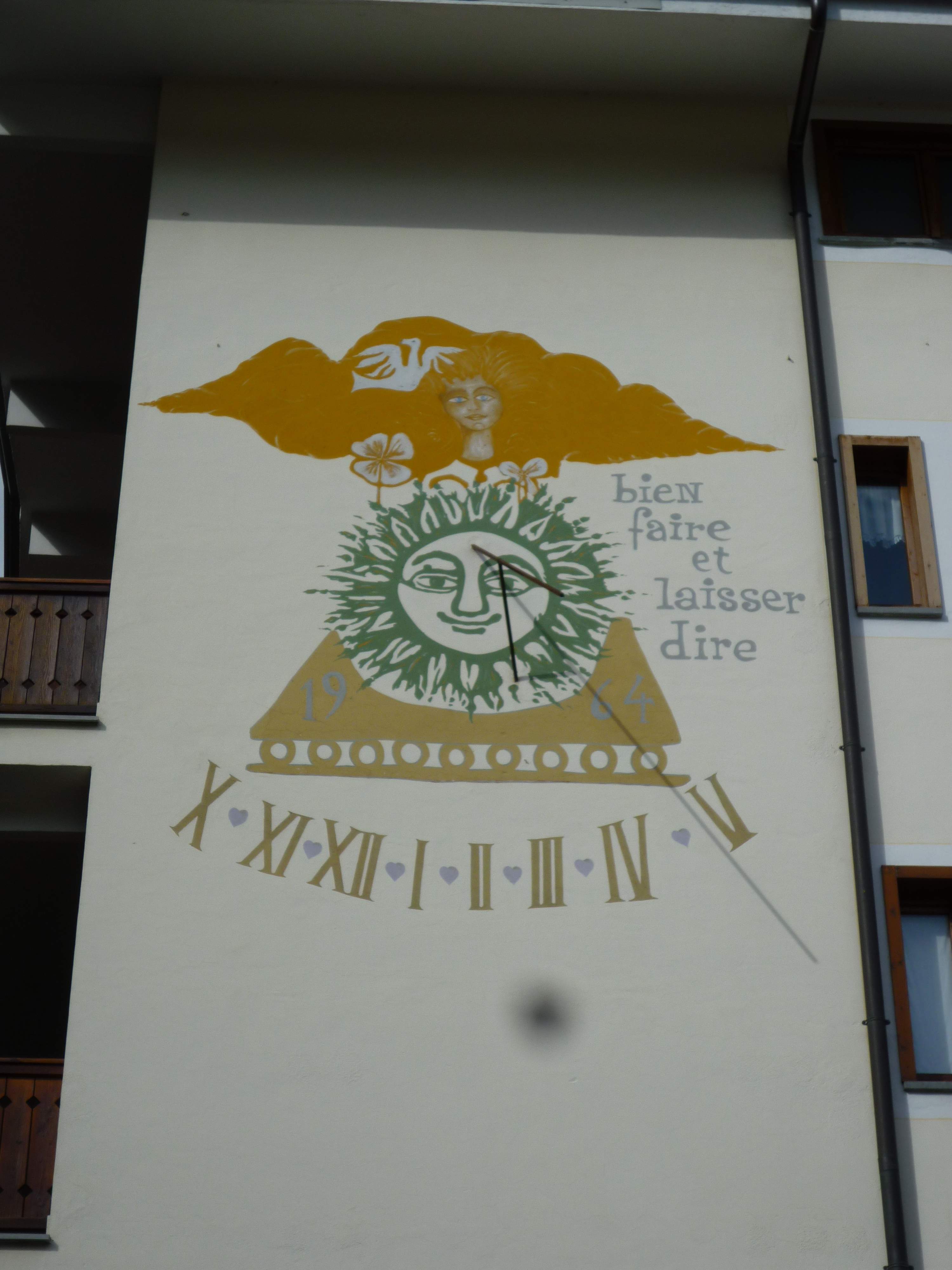
Meridiana su via Roma

È uno dei più importanti centri turistici valdostani e alpini in generale, soprattutto per gli sport invernali, insieme a Cervinia.
Nel centro del paese ha sede uno dei punti vendita dell'Institut Valdôtain de l'Artisanat de Tradition.

## Infrastrutture e trasporti

### Strade
Courmayeur è collegata agevolmente con la parte nord-ovest dell'Italia, tramite l'autostrada A5. Il traforo del Monte Bianco la collega inoltre alla Francia (Lione dista circa 250 km) e alla Svizzera (100 km da Ginevra).

### Impianti a fune
Funivia dei Ghiacciai

## Amministrazione

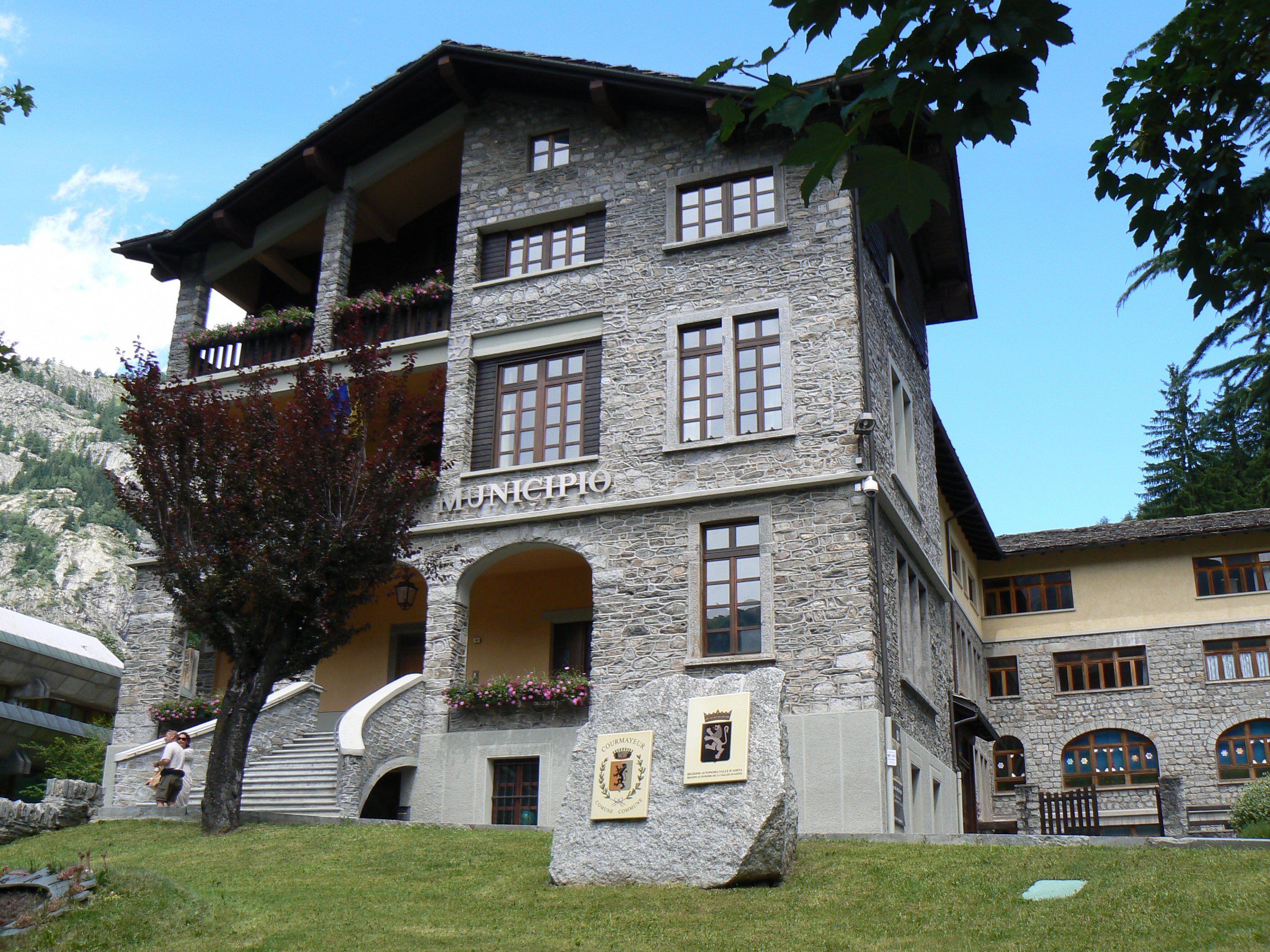
Il Municipio.

Fa parte dell'Unité des Communes valdôtaines Valdigne-Mont-Blanc.
Di seguito è presentata una tabella relativa alle amministrazioni che si sono succedute in questo comune.
| Periodo          | Periodo          | Primo cittadino     | Partito                        | Carica                    | Note   |
| ---------------- | ---------------- | ------------------- | ------------------------------ | ------------------------- | ------ |
| 27 maggio 1985   | 30 maggio 1990   | Renzo Truchet       | -                              | Sindaco                   | [ 38 ] |
| 30 maggio 1990   | 5 maggio 1993    | Albert Tamietto     | Democrazia Cristiana           | Sindaco                   | [ 38 ] |
| 5 maggio 1993    | 29 maggio 1995   | Serafino Cosson     | -                              | Sindaco                   | [ 38 ] |
| 29 maggio 1995   | 21 aprile 1997   | Ferdinando Derriard | lista civica                   | Sindaco                   | [ 38 ] |
| 10 novembre 1997 | 18 novembre 2002 | Romano Blua         | -                              | Sindaco                   | [ 38 ] |
| 18 novembre 2002 | 13 novembre 2007 | Romano Blua         | lista civica                   | Sindaco                   | [ 38 ] |
| 12 novembre 2007 | 12 novembre 2012 | Fabrizia Derriard   | lista civica                   | Sindaco                   | [ 38 ] |
| 12 novembre 2012 | 27 novembre 2017 | Fabrizia Derriard   |                                | Sindaco                   | [ 38 ] |
| 27 novembre 2017 | 19 agosto 2020   | Stefano Miserocchi  | Lista civica Esprit Courmayeur | Sindaco                   | [ 38 ] |
| 18 agosto 2020   | 8 novembre 2020  | Andrea Cargnino     | -                              | Commissario straordinario | [ 39 ] |
| 9 novembre 2020  | in carica        | Roberto Rota        | Lista civica SìAmo Courmayeur  | Sindaco                   | [ 38 ] |

### Gemellaggi
- Chamonix-Mont-Blanc, dal 22 maggio 1966
- Portofino, dal 23 marzo 2019[40]

## Sport

### Eventi sportivi
Courmayeur ha ospitato nel 2011 il Valle d'Aosta Open di tennis ed è stato il palcoscenico del Trofeo Valle d'Aosta di pallavolo femminile dal 2004 al 2008. A Courmayeur si colloca la partenza della CCC (Courmayeur-Champex-Chamonix) dell'Ultra-Trail du Mont-Blanc. Il Tor des Géants, gara di endurance trail, con partenza e arrivo su piazza abbé Henry;

### Hockey su ghiaccio
Courmayeur è il fulcro dell'hockey su ghiaccio valdostano. Sede dello storico Hockey Club Courmaosta, ha ospitato l'hockey club Les Aigles du Mont Blanc. La struttura dedicata a questo sport, il palaghiaccio di Courmayeur, si trova a Dolonne.

### Ciclismo
Nel 1959 Courmayeur è stata sede di arrivo della 21ª e penultima tappa del Giro d'Italia; la vittoria andò a Charly Gaul, che in quell'occasione tolse definitivamente la maglia rosa a Jacques Anquetil. Dal 2007 il velo club Courmayeur Mont Blanc organizza gare di mountain bike a livello nazionale (campionati Italiani, Coppa Italia, circuiti giovanili) e Internazionale (Internazionale d'italia, Italia Bike Cup)

### Sport tradizionali
In questo comune si gioca a palet, caratteristico sport tradizionale valdostano.

### Biathlon
Nel 1959 si sono svolti i campionati mondiali di biathlon.